# Équipe d'Écosse de rugby à XV au Tournoi britannique 1907
L'équipe d'Écosse a terminé première du Tournoi britannique de rugby à XV 1907 en remportant trois victoires et la triple couronne par la même occasion. 
Cette victoire est la neuvième d’une longue série de neuf victoires en vingt-deux ans dans le tournoi, de 1886 à 1907. 
Cette équipe compte alors des joueurs de talent comme yy. 
xx joueurs ont contribué à ce succès. 

## Avants
- David Bedell-Sivright (3 matchs)
- George Frew (3 matchs, 1 essai, 3 points)
- Campbell Geddes (3 matchs, 3 transformations, 6 points)
- Hugh Monteith (2 matchs, 1 essai, 3 points)
- George Sanderson (3 matchs, 1 essai, 3 points)

## Demi de mêlée
- Louis Greig (1 match)

## Demi d'ouverture
- Ernest Simson (2 matchs, 1 essai, 3 points)

## Trois quart centre
- Duncan McGregor (3 matchs)

## Trois quart aile
- Kenneth MacLeod (3 matchs, 1 transformation, 2 points)
- Alexander Purves (3 matchs, 3 essais, 9 points)

## Arrière
- Tennant Sloan (2 matchs)

## Résultats des matchs
| Le 2 février à Inverleith, Édimbourg  | Écosse     | 6 - 3  | Galles  |
| Le 23 février à Inverleith, Édimbourg | Écosse     | 15 - 3 | Irlande |
| Le 16 mars à Blackheath, Londres      | Angleterre | 3 - 8  | Écosse  |

## Points marqués par les Écossais

### Match contrePays de Galles
- Hugh Monteith (1 essai, 3 points)
- Alexander Purves (1 essai, 3 points)

### Match contreIrlande
- George Frew (1 essai, 3 points)
- Campbell Geddes (2 transformations, 4 points)
- Kenneth MacLeod (1 transformation, 2 points)
- Alexander Purves (1 essai, 3 points)
- George Sanderson (1 essai, 3 points)

### Match contreAngleterre
- Campbell Geddes (1 transformation, 2 points)
- Ernest Simson (1 essai, 3 points)
- Alexander Purves (1 essai, 3 points)

## Meilleur réalisateur
- Alexander Purves (3 matchs, 3 essais, 9 points)

## Meilleur marqueur d'essais
- Alexander Purves (3 matchs, 3 essais, 9 points)